# Neopachygaster umbrifera
Neopachygaster umbrifera är en tvåvingeart som beskrevs av Lindner 1966. Neopachygaster umbrifera ingår i släktet Neopachygaster och familjen vapenflugor. Inga underarter finns listade i Catalogue of Life.